# Сельскохозяйственный банк СССР
Сельскохозяйственный банк СССР (Сельхозбанк СССР) — специализированный государственный банк СССР, основной целью которого было финансирование и долгосрочное кредитование государственных сельскохозяйственных предприятий и организаций и кредитование колхозов.

## История
Банк был основан в 1932 году как Банк финансирования социалистического земледелия. В августе 1933 года был переименован в Сельскохозяйственный банк СССР (Банк финансирования социалистического сельского хозяйства, или Союзколхозбанк).
С созданием подрядных строительно-монтажных организаций, осуществляющих строительство в сельском хозяйстве, Сельхозбанк стал заниматься их краткосрочным кредитованием. С 1 января 1957 года банку была передана часть операций ликвидированного Торгбанка СССР по финансированию и долгосрочному кредитованию промысловой и потребительской кооперации.
В апреле 1959 года на основании Указа Президиума Верховного Совета СССР Сельхозбанк был упразднён, а его функции распределены между Стройбанком СССР и Госбанком СССР.